# شاول

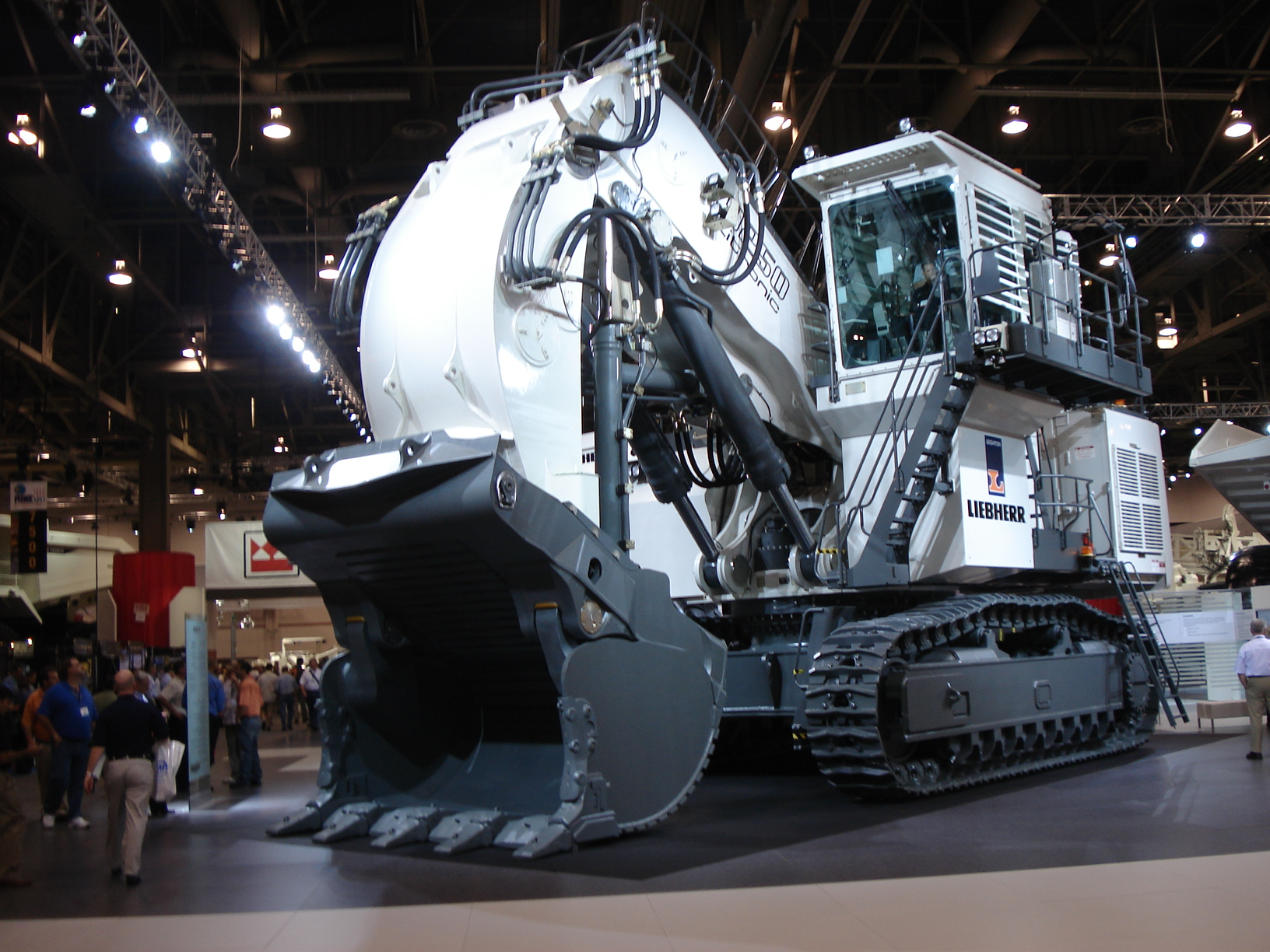
شاول هیدرولیک ساخت لیبهر

شاول یک ماشین معدنی بزرگ است و معمولاً به صورت ثابت نصب می‌شود و دهانه‌ای قیچی مانند دارد و به وسیلهٔ آن خاک را جمع کرده و به نقاط بارگیری مانند کامیون منتقل می‌شود و بیل آن به وسیلهٔ کابل باز و بسته می‌شود و دکل بلندی برای کار در اختلاف ارتفاعات بالا را دارد.